# Harald Gaski
Harald Gaski, född 1955, är en samisk-norsk författare och litteraturvetare.

## Biografi
Harald Gaski är uppvuxen i Tana i Finnmark fylke. Han är professor i samisk litteratur vid Universitetet i Tromsø i Norge.
Harald Gaski fick 2006 det samiska språkpriset Gollegiella, och 2015 Vaartoe/Cesams vetenskapliga pris. År 2024 utsågs Gaski till hedersdoktor vid humanistiska fakulteten vid Umeå universitet.